# Ъндърграунд (филм)
„Ъндърграунд“ (на сръбски: Подземље) е трагикомичен филм от 1995 година на режисьора Емир Кустурица по негов сценарий в съавторство с Душан Ковачевич. Филмът е многонационална копродукция на Съюзна република Югославия, Франция, Германия, Унгария, Чехия и България. Главните роли се изпълняват от Мики Манойлович, Лазар Ристовски, Миряна Йокович, Славко Щимац.
.

## Сюжет
В центъра на сюжета е абсурдна ситуация, при която група членове на сръбската комунистическа съпротива през Втората световна война остават затворени в продължение на десетилетия в мазето на къща, манипулирани от свой съратник, част от комунистическата номенклатура.

## В ролите
| Изпълнител        | Роля               |
| ----------------- | ------------------ |
| Мики Манойлович   | Марко              |
| Лазар Ристовски   | Черния             |
| Миряна Йокович    | Наталия            |
| Славко Щимац      | Иван               |
| Ернст Щьоцнер     | Франц              |
| Сърджан Тодорович | Йован              |
| Миряна Каранович  | Вера               |
| Милена Павлович   | Елена              |
| Бата Стойкович    | Дядо Марко         |
| Давор Дуймович    | Бата               |
| Бора Тодорович    | Голуб              |
| Неле Карайлич     | Циганин            |
| Бранислав Лечич   | Мустафа            |
| Драган Николич    | Режисьор           |
| Емир Кустурица    | Търговец на оръжие |

## Награди и номинации
- 1995 Наградата „Златна палма“ на филмовия фестивал в Кан.